# Paratrigona
Paratrigona é um gênero de abelha sem ferrão presente desde a América central até a América do sul, abrangendo quase todo os países que estão na linha tropical e subtropical. Existem por volta de 500 espécies de abelhas sem ferrão no mundo catalogadas em diversos gêneros diferentes. Muitas espécies ainda não foram descobertas e outras estão passando por revisões para reenquadrá-las como novas espécies ou pertencentes a outros gêneros.
Existem até o momento 33 espécies de Paratrigona catalogadas, são elas:
| Gênero      | Espécie                   | Nome popular (se tiver)          |
| Paratrigona | Paratrigona anduzei       | Paratrigona anduzei              |
| Paratrigona | Paratrigona catabolonota  | Paratrigona catabolonota         |
| Paratrigona | Paratrigona compsa        | Paratrigona compsa               |
| Paratrigona | Paratrigona crassicornis  | Paratrigona crassicornis         |
| Paratrigona | Paratrigona eutaeniata    | Paratrigona eutaeniata           |
| Paratrigona | Paratrigona euxanthospila | Paratrigona euxanthospila        |
| Paratrigona | Paratrigona femoralis     | Paratrigona femoralis            |
| Paratrigona | Paratrigona guatemalensis | Paratrigona guatemalensis        |
| Paratrigona | Paratrigona guigliae      | Paratrigona guigliae             |
| Paratrigona | Paratrigona haeckeli      | Paratrigona haeckeli             |
| Paratrigona | Paratrigona impunctata    | Paratrigona impunctata           |
| Paratrigona | Paratrigona incerta       | Paratrigona incerta              |
| Paratrigona | Paratrigona isopterophila | Paratrigona isopterophila        |
| Paratrigona | Paratrigona lineata       | Paratrigona lineata              |
| Paratrigona | Paratrigona lineatifrons  | Paratrigona lineatifrons         |
| Paratrigona | Paratrigona lophocoryphe  | Paratrigona lophocoryphe         |
| Paratrigona | Paratrigona lundelli      | Paratrigona lundelli             |
| Paratrigona | Paratrigona melanaspis    | Paratrigona melanaspis           |
| Paratrigona | Paratrigona myrmecophila  | Paratrigona myrmecophila         |
| Paratrigona | Paratrigona nuda          | Paratrigona nuda                 |
| Paratrigona | Paratrigona onorei        | Paratrigona onorei               |
| Paratrigona | Paratrigona opaca         | Paratrigona opaca                |
| Paratrigona | Paratrigona ornaticeps    | Paratrigona ornaticeps           |
| Paratrigona | Paratrigona pacifica      | Paratrigona pacifica             |
| Paratrigona | Paratrigona pannosa       | Paratrigona pannosa              |
| Paratrigona | Paratrigona peltata       | Paratrigona peltata              |
| Paratrigona | Paratrigona permixta      | Paratrigona permixta             |
| Paratrigona | Paratrigona prosopiformis | Paratrigona prosopiformis        |
| Paratrigona | Paratrigona rinconi       | Paratrigona rinconi              |
| Paratrigona | Paratrigona scapisetosa   | Paratrigona scapisetosa          |
| Paratrigona | Paratrigona subnuda       | jataí-da-terra, mirim-sem-brilho |
| Paratrigona | Paratrigona uwa           | Paratrigona uwa                  |
| Paratrigona | Paratrigona wasbaueri     | Paratrigona wasbaueri            |